# Балтийская (станция МЦК)
Балти́йская (проектные названия — первоначально Глебово, впоследствии Войковская) — остановочный пункт Малого кольца Московской железной дороги, обслуживающий маршрут городского электропоезда — Московское центральное кольцо. Открыт 10 сентября 2016 года вместе с открытием пассажирского движения электропоездов МЦК.

## Расположение
Платформа находится в Войковском районе Северного административного округа Москвы вблизи пересечения Ленинградского шоссе и Малого кольца

## Пассажиропоток
Из 31 станции МЦК Балтийская занимает шестое место по популярности. В 2017 году средний пассажиропоток по входу и выходу составил 26 тыс. чел. в день и 799 тыс. чел. в месяц. Для некоторых поездов эта станция является конечной.
Вскоре после открытия, по данным на 20 октября 2016 года, станция «Балтийская» была третьей по уровню пассажиропотока среди станций МЦК, но по итогам октября 2016 года она не вошла в тройку лидеров. По итогам 2017 года Балтийской воспользовалось 5 миллионов пассажиров. Станция вновь стала третьей по популярности на МЦК после станций «Площадь Гагарина» и «Ботанический сад».

## Технические характеристики
Остановочный пункт включает посадочную платформу островного типа и расположенный над путями вестибюль, который соединяется с западным торцом платформы лестничным сходом и эскалаторами и позволяет выйти в расположенный вне зоны оплаты крытый пешеходный коридор, соединяющий между собой обе стороны железной дороги.
С южной стороны пешеходный коридор соединён с торговым центром «Метрополис», через который можно выйти на площадь Ганецкого и к станции метро «Войковская» Замоскворецкой линии. При этом общая длина пешеходного маршрута между вестибюлями обеих станции составляет около 730 м, незначительно превышая нормальное расчётное расстояние пешеходной доступности (700 м). Он является самым длинным из пешеходных переходов на платформах МЦК и требует от пассажиров 12 минут на пересадку. Для обеспечения комфортного маршрута пересадки администрация ТЦ «Метрополис» открывает для пассажиров МЦК транзитный переход от выхода с МЦК до главного входа в торговый центр через 2-й и 1-й этажи в утренние часы между началом движения поездов и началом работы торгового центра. Также в месте примыкания пешеходного моста располагается отдельная лестница, по которой можно спуститься между этажами к автобусно-троллейбусной конечной «Станция Балтийская».
С северной стороны коридор ведёт в сторону улицы Адмирала Макарова, но в момент пуска МЦК был открыт лишь один выход — через ТЦ Метрополис. Выход на улицу Адмирала Макарова был открыт несколько позже, 18 сентября 2016 года.
В сентябре 2014 года сообщалось о возможном запуске между станцией метро «Войковская» и платформой Балтийская пересадочных шаттлов.
С обеих сторон платформы находятся тупики, где ночью и во внепиковое время отстаиваются поезда.

## Название
Изначально платформа имела рабочее название «Глебово» по названию расположенного в непосредственной близости природно-исторического парка Покровское-Глебово. Однако летом 2015 года название планируемой к открытию станции без какого либо публичного обсуждения было изменено на «Войковская» в честь революционера и советского дипломата Петра Войкова, одного из организаторов убийства семьи Николая II.
Вопрос о переименовании станции метро «Войковская», а также одноимённой железнодорожной платформы и всего транспортно-пересадочного узла стал предметом широкой общественной дискуссии, в связи с чем московскими властями был проведён опрос в виде электронного референдума, запущенного 2 ноября 2015 года в системе «Активный гражданин» и завершившегося 23 ноября 2015 года в 00:00. Против переименования высказалось 53 % участников.
Дискуссия о переименовании получила продолжение в июне 2016 года, когда мэр Москвы Сергей Собянин заявил, что вопрос о присвоении платформе МЦК имени Петра Войкова официально не решён, и пояснил, что «Войковская» — лишь рабочее название. Помимо того, он предложил провести по данному вопросу отдельное голосование на портале «Активный гражданин».
Голосование в системе «Активный гражданин» позволило москвичам ответить на вопрос, следует ли называть станцию на МКЖД в честь Войкова или же подобрать для неё «историческое» название. (На этот раз о переименовании станции метро речь не шла.) В результате за топоним «Войковская» свои голоса отдали около 19 %, в то время как почти 70 % респондентов предпочли подобрать иной вариант. По этому вопросу высказали свои мнения около 173 тысяч человек.
Однако результаты голосования в Северном административном округе и Войковском районе несколько отличаются от общемосковских: название без имени Войкова в САО предпочли примерно 63 %, топоним «Войковская» — почти 28 % опрошенных, в Войковском районе — 54 % и 41 %.
10 августа 2016 года было официально объявлено, что платформа получит название Балтийская — согласно топонимике района.

## Наземный общественный транспорт
На этой станции можно пересесть на следующие маршруты городского пассажирского транспорта:
- Автобусы: 570, 621, т57